# Poloma janula
Poloma janula är en fjärilsart som beskrevs av Felder. Poloma janula ingår i släktet Poloma och familjen Eupterotidae. Inga underarter finns listade i Catalogue of Life.